# Molly's Game: The True Story of the 26-Year-Old Woman Behind the Most Exclusive, High-Stakes Underground Poker Game in the World
Molly's Game: The True Story of the 26-Year-Old Woman Behind the Most Exclusive, High-Stakes Underground Poker Game in the World é um livro de memórias escrito por Molly Bloom e publicado em 2014.

## Em outras mídias
A adaptação cinematográfica homônima do livro foi escrita e dirigida por Aaron Sorkin, estreou no Festival de Toronto, no dia 8 de setembro de 2017 e recebeu inúmeras críticas positivas, principalmente para Jessica Chastain no papel da protagonista da Molly Bloom. O filme recebeu uma indicação ao Oscar 2018 na categoria de melhor roteiro adaptado.